# Warrensburg (CDP)
Pour les articles homonymes, voir Warrensburg.
Warrensburg est une census-designated place du comté de Warren, dans l'État de New York, aux États-Unis,. En 2020, elle compte une population de 3 045 habitants.